# Serra d'Alèdua
La serra d'Alèdua és una alineació muntanyosa situada a la comarca de la Ribera Alta, al País Valencià, concretament entre els municipis de Llombai, Real i Montserrat que conformen la Vall dels Alcalans. Pel nord alguns petits estreps arriben al terme de Picassent (l'Horta Sud) i per l'est als de Benifaió i Alginet.
La serra presenta altures moderades que no superen els 360 metres al pic del Besori o els 335 metres als Alts de València, com a principals altures del conjunt. S'emmarca en el Sistema ibèric valencià i esdevé divisòria d'aigües entre els rius Magre i el Xúquer.
Gran part de la serra està protegida sota la figura del Paratge natural municipal del Tello que ocupa una superfície de 1.065,31 hectàrees situades en el terme de Llombai.
El nom de la serra prové de l'antiga alqueria andalusina que quedà abandonada amb l'expulsió de 1609 de la qual només restà el castell d'Alèdua, a la vessant sud-oest de la mateixa.